# Hradiště (Klášterec nad Ohří)
Hradiště (německy Radis) je malá vesnice, část města Klášterec nad Ohří v okrese Chomutov. Nachází se asi 5,5 kilometru severovýchodně od Klášterce nad Ohří. Prochází zde silnice II/224. Hradiště leží v katastrálním území Hradiště u Vernéřova o rozloze 1,57 km², Pavlov u Vernéřova o rozloze 2,78 km² a Potočná u Vernéřova o rozloze 2,25 km².

## Název
Přípona '-le' v nejstarších variantách názvu pochází z němčiny, ale slovní základ je pravděpodobně odvozen z neznámého českého slova (nikoliv však ze slova hradiště). V historických pramenech se jméno vyskytuje ve tvarech: Radossle (1431), in Radossly (1446), w Radissle (1543), Radiß (1562), Radisß (1608), Radiesz (1654) nebo Radis (1787).

## Historie

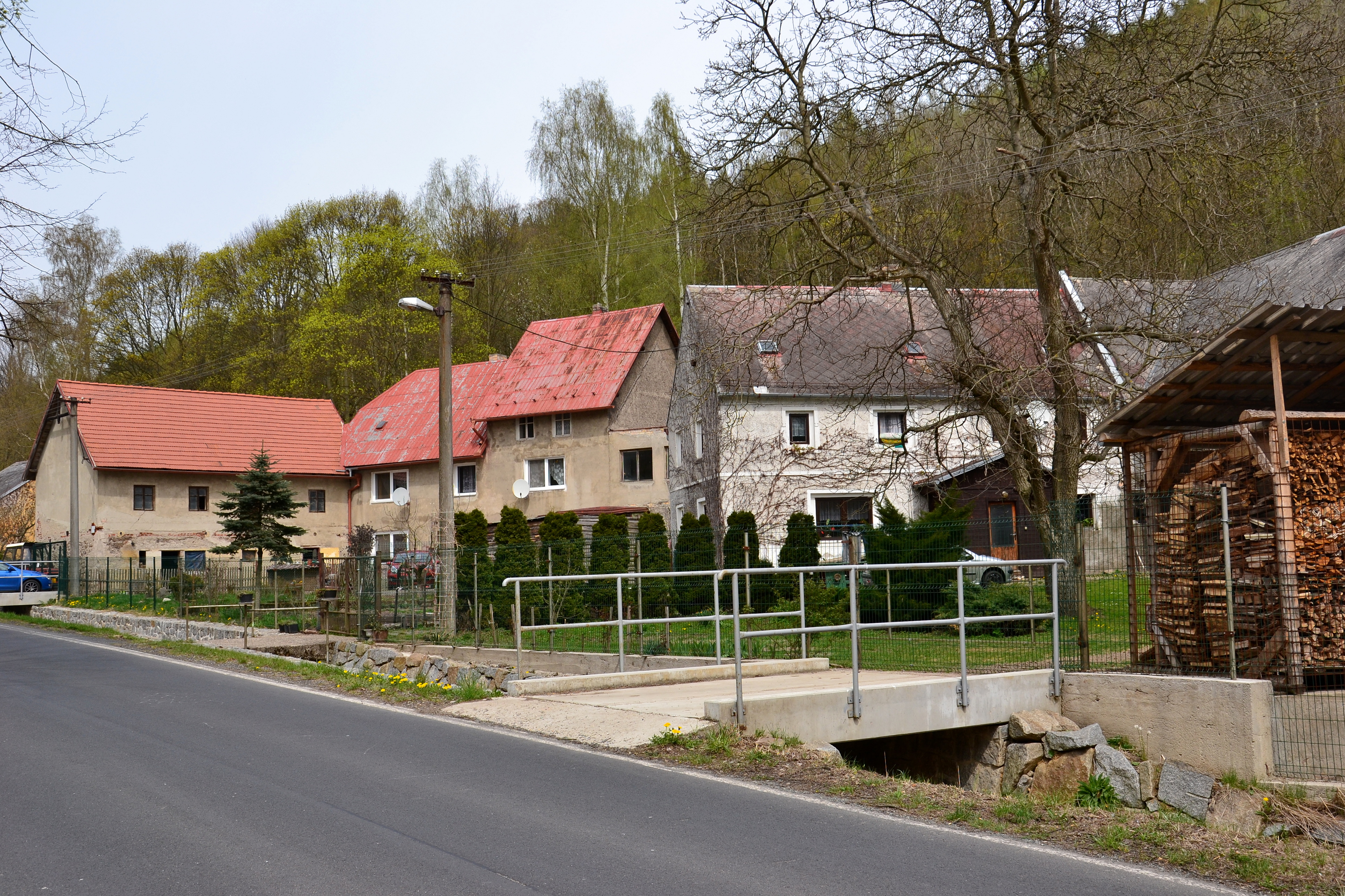
Usedlosti v severní části vesnice

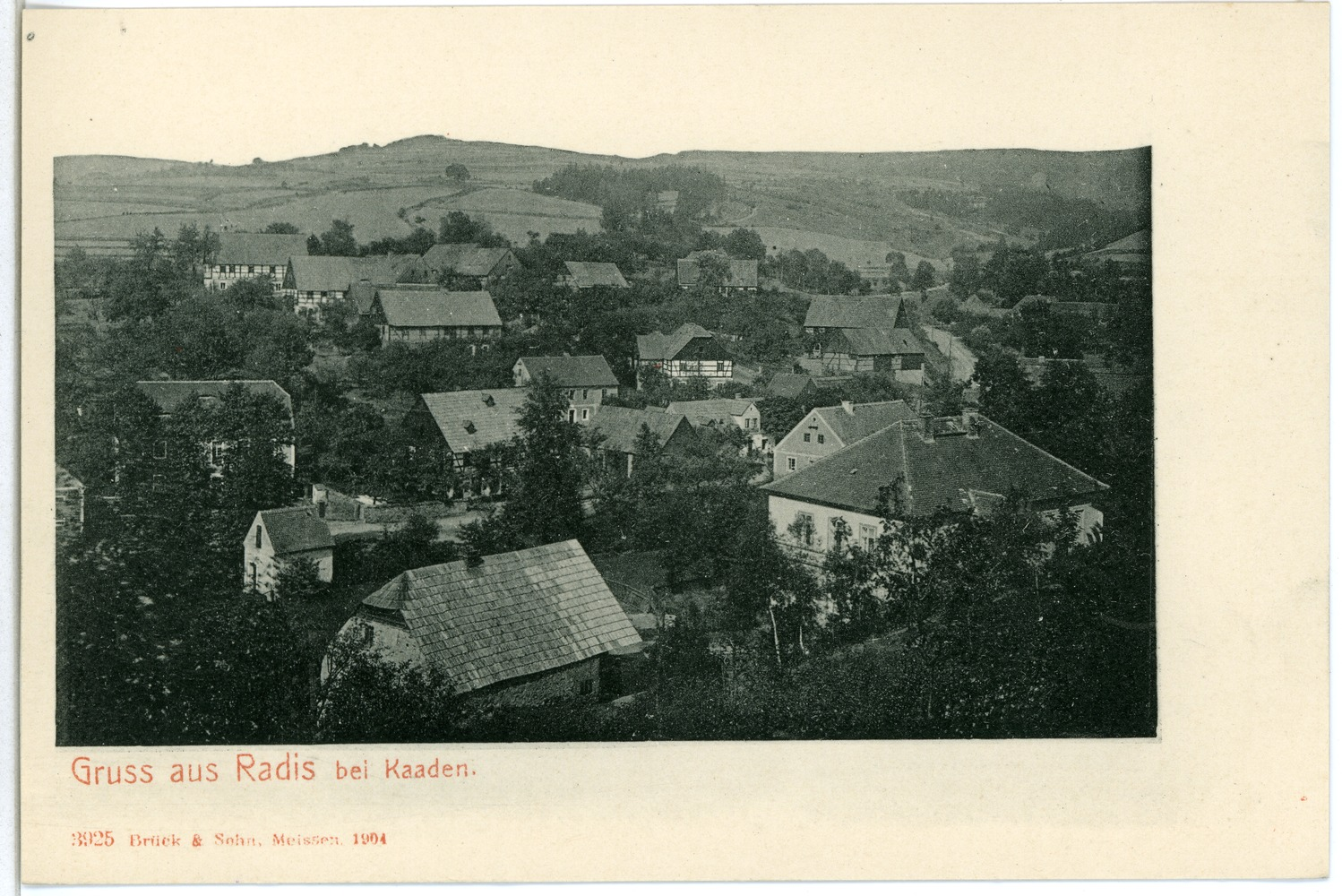
Hradiště na pohlednici z roku 1903

První písemná zmínka o vesnici pochází z roku 1431, kdy se dělilo perštejnské panství mezi bratry Aleše a Viléma ze Šumburka. Hradiště tehdy zůstalo v Alešově majetku u hradu Perštejn. Od něj ji brzy poté koupili bratři Mikuláš II. a Jan Hasištejnští z Lobkovic.
Další zprávy o vesnici jsou až z doby po třicetileté válce. Podle berní ruly z roku 1654 v Hradišti žilo pět sedláků, tři chalupníci a tři zahradníci. Sedláci obdělávali celkem 63 strychů půdy, zatímco chalupníci měli jen 27 strychů. Na neúrodných, kamenitých polích se pěstovalo žito, ale jádrem hospodářství byl chov dobytka. Ve vesnici chovali celkem sedmnáct krav, 26 jalovic, dvanáct ovcí, prase a patnáct koz. Dva vesničané se živili jako formané.
U vesnice se ve dvou dolech dobývala železná ruda. Ve štole Trojice dlouhé 195 m bylo v letech 1816, 1817 a 1829 vytěženo 235 tun krevele. Krevel těžený štolou Jan byl nekvalitní, a proto byl její provoz v roce 1827 ukončen. Na březích Hradišťského potoka se po těžbě dochovaly pinky a štoly, ve kterých se v letech 1934–1938 začaly těžit žíly baryt-fluoritové formace s mocností až 1,5 metru. Těžba probíhala prostřednictvím padesát metrů hluboké šachty se čtyřmi těžebními patry a denně produkovala 15–18 tun velmi čistého barytu, který se používal k výrobě barviv, jako plnidlo v papírenství a v dalších oborech. Po vypuknutí druhé světové války byla těžba ukončena a důl zatopen. O pět let později byla těžba ložiska obnovena novou šachtou, ale v důsledku válečných událostí nebyl pokus úspěšný. Průzkum v letech 1946–1947 potvrdil zásoby barytu i fluoritu. Místní haldy byly známou mineralogickou lokalitou, především pokud jde o výskyt hematitu.
Škola v Hradišti fungovala od roku 1765 a roku 1863 ji navštěvovalo osmnáct dětí. Vesnice v té době měla 173 obyvatel, kteří chovali dobytek, pracovali v lese, ve mlýně nebo se živili jako nádeníci. Nová školní budova byla postavena v roce 1887 a učilo se v ní až do roku 1970.

## Obyvatelstvo
Při sčítání lidu v roce 1921 zde žilo 131 obyvatel (z toho 77 mužů), kteří byli kromě jednoho cizince německé národnosti a všichni patřili k římskokatolické církvi. Podle sčítání lidu z roku 1930 měla vesnice 119 obyvatel německé národnosti a římskokatolického vyznání.
|                                                                    | 1869 | 1880 | 1890 | 1900 | 1910 | 1921 | 1930 | 1950 | 1961 | 1970 | 1980 | 1991 | 2001 | 2011 | 2021 |
| ------------------------------------------------------------------ | ---- | ---- | ---- | ---- | ---- | ---- | ---- | ---- | ---- | ---- | ---- | ---- | ---- | ---- | ---- |
| Obyvatelé                                                          | 170  | 162  | 185  | 153  | 153  | 131  | 119  | 51   | 53   | 36   | 32   | 21   | 32   | 30   | 30   |
| Domy                                                               | 23   | 23   | 24   | 24   | 24   | 24   | 24   | 17   | .    | 12   | 10   | 12   | 10   | 12   | 13   |
| Počet domů z roku 1961 je zahrnut v celkovém počtu domů Vernéřova. |      |      |      |      |      |      |      |      |      |      |      |      |      |      |      |

## Obecní správa
Po zrušení poddanství se Hradiště roku 1850 stalo samostatnou obcí, ale už roku 1869 bylo částí Pavlova a spolu s ním patřilo až do reformy územního členění státu v roce 1960 k okresu Kadaň. V roce 1960 se obě vesnice staly součástí Vernéřova v okrese Chomutov. S Vernéřovem bylo Hradiště dne 1. ledna 1988 připojeno ke Klášterci nad Ohří.

## Hospodářství
Na okraji vesnice stojí Úpravna vody Hradiště, která zajišťuje zásobování pitnou vodou Klášterce nad Ohří, Chomutova, Mostu, Loun a částečně i Ústí nad Labem z vodní nádrže Přísečnice. V roce 2006 byla dokončena její celková rekonstrukce. Provozovatelem je společnost Severočeské vodovody a kanalizace. Součástí areálu úpravny je malá vodní elektrárna vybavená Peltonovou turbínou s výkonem 834 kilowattů.